# Menguszfalva
Menguszfalva (szlovákul Mengusovce, németül Mengsdorf) község Szlovákiában, az Eperjesi kerület Poprádi járásában.

## Fekvése
Poprádtól 13 km-re nyugatra, a Poprád jobb oldalán fekszik.

## Története
A falu a 13. században keletkezhetett, sokáig a savniki apátság birtoka volt. Első írásos említése 1398-ból származik, amikor „Mengus” néven szerepel. A 16. század a Laszki, majd a Máriássy családé. Lakói híres teknőkészítők voltak, de emellett főként állattartással foglalkoztak. A 18. században fűrésztelep működött a faluban. 1787-ben 33 háza és 315 lakosa volt.
A 18. század végén Vályi András így ír róla: „MENGUSFALVA. Mengsdorf. Menkusovce. Tót falu Szepes Várm. földes Ura Márjásy Uraság, lakosai többfélék, fekszik Batisfalvának szomszédságában, és annak filiája, földgye Gerlachfalváéhoz hasonló.”
1828-ban 60 házában 425 lakos élt.
Fényes Elek 1851-ben kiadott geográfiai szótárában így ír a faluról: „Mengusfalva Mengusdorf, tót falu, Szepes vmegyében, Liptó vmegye szélén: 78 kath., 647 evang. lak., kik gyolcsot, teknőket csinálnak. Sovány, köves határ. Nagy erdő. Fürész- és lisztmalmok. F. u. b. Marjássy. Ut. p. Lőcse.”
Az első világháború előtt lakói közül sokan kivándoroltak. A trianoni diktátumig Szepes vármegye Szepesszombati járásához tartozott.

## Népessége
| Év:            | 1994. | 2004.   | 2014.   | 2024.   |
| -------------- | ----- | ------- | ------- | ------- |
| Emberek száma: | 566   | 607     | 665     | 682     |
| Eltérés:       |       | +7,24 % | +9,55 % | +2,55 % |

| Év:            | 2023. | 2024.   |
| -------------- | ----- | ------- |
| Emberek száma: | 669   | 682     |
| Eltérés:       |       | +1,94 % |

1910-ben 354, többségben szlovák anyanyelvű lakosa volt, jelentős cigány kisebbséggel.
2001-ben 579 lakosából 489 szlovák és 79 cigány volt.
2011-ben 641 lakosából 582 szlovák volt.
2021-ben 685 lakosából 11 (+25) cigány, 620 (+7) szlovák, 12 (+2) egyéb és 42 ismeretlen nemzetiségű volt.

## Neves személyek
- Itt szolgált Mohr Gedeon (1911-1974) író, történész.

## Nevezetességei
- A faluvégen 18. századi gerendákból épített malom áll.
- Szent Tamás temploma a 13. század második harmadában épült kora gótikus stílusban, 18. századi festett famennyezete van.
- Evangélikus temploma 1840-ben épült klasszicista stílusban.